# Translatewiki.net
translatewiki.net је преводилачка платформа заснована на веб интерфејсу. Главна сврха сајта је једноставно превођење слободног софтвера на првом месту Медијавикија.
Тренутно је 13. по величини вики по броју страница, има око 5000 преводилаца,
преко 50.000 порука у преко 20 пројеката као што су МедијаВики и OpenStreetMap.

## Историјат
је направио Холанђанин Никлас Лакссторм (хол. Niklas Laxström), јула 2006. као преводилачку платформа за Медијавики када је назван Бетавики.
Крајем 2007. пројекту се придружио Сибранд Мазеланд (хол. Siebrand Mazeland) тада је и веб-сајт пребачен на тренутну адресу translatewiki.net.

## Програми који користе сајт
- Медијавики и Медијавики проширења